# Белавино (Вачский район)
Бела́вино — село в Вачском районе Нижегородской области. Входит в состав Арефинского сельсовета.

## География
Доехать до Белавино на автомобиле можно по автодороге Р125 Муром — Нижний Новгород, повернув по указателю у Верхополья и проехав по асфальтированной дороге около 2,5 км.

## История
В окладных книгах Рязанской епархии за 1676 год в селе Белавине упоминается деревянная церковь Рождества Пресвятой Богородицы, в приходе к церкви числилось 25 дворов крестьянских и 3 бобыльских. В 1763 году за ветхостью она была сломана и вместо неё была построена новая деревянная церковь в честь того же праздника. В 1830-36 годах вместо деревянной церкви построен был каменный храм, а в 1858 году — каменная колокольня. Престолов в харме было два: главный во имя Живоначальной Троицы, в приделе теплом в честь Рождества Пресвятой Богородицы. В селе имелась церковно-приходская школа, учащихся в 1896 году было 20.
Церковь закрыли 14 октября 1937 года. В июне 1938 года сломали кресты. В 1939 году церковь переоборудовали под клуб.
В конце XIX — начале XX века село входило в состав Арефинской волости Муромского уезда Владимирской губернии. В 1859 году в селе числилось 103 дворов, в 1905 году — 135 дворов, в 1926 году — 203 дворов.
С 1929 года село являлось центром Белавинского сельсовета Вачского района Горьковского края, с 1936 года — в составе Горьковской области, с 1954 года — в составе Арефинского сельсовета.

## Население
| 1859 | 1897 | 1905 | 1926 | 1999 | 2002 | 2010 |
| ---- | ---- | ---- | ---- | ---- | ---- | ---- |
| 636  | ↗812 | ↗835 | ↗945 | ↘299 | ↘181 | ↘167 |

## Инфраструктура
В Белавино есть стационарная телефонная связь, в нём также установлен «красный» таксофон с номером +7 83173 77-130 В Белавино имеется библиотека.

## Достопримечательности
В селе имеется недействующая Церковь Троицы Живоначальной (1830-36).

## Известные люди
- Священник села Белавино Виноградский Александр Павлович был арестован 13 октября 1937 года, приговорён тройкой НКВД 6 ноября и расстрелян 20 ноября 1937 г.[15]
- В селе родился актёр Виталий Безруков.